# Herman Mignon
Herman Mignon (* 21. März 1951 in Ninove) ist ein ehemaliger belgischer Mittelstreckenläufer.
1972 wurde er bei den Halleneuropameisterschaften in Grenoble Achter über 1500 Meter. Bei den Olympischen Spielen in München erreichte er über 800 Meter das Halbfinale und wurde Sechster über 1500 Meter.
1973 gewann er bei den Halleneuropameisterschaften in Rotterdam Silber über 1500 Meter. Über dieselbe Distanz wurde er 1976 bei den Halleneuropameisterschaften in München Vierter und kam bei den Olympischen Spielen in Montreal ins Halbfinale.
1972 wurde er belgischer Meister über 800 Meter, 1972 und 1973 über 1500 Meter.

## Persönliche Bestzeiten
- 800 m: 1:46,8 min, 19. Juli 1973, Athen
- 1000 m: 2:18,4 min, 14. September 1976, Brüssel
- 1500 m: 3:37,82 min, 10. August 1976, Stockholm
  - Halle: 3:43,16 min, 11. März 1973, Rotterdam
- 3000 m: 7:47,95 min, 1. September 1976, Köln